# Astorhortane
Astorhortane är en kulle i Antarktis. Den ligger i Östantarktis. Norge gör anspråk på området. Toppen på Astorhortane är 2 400 meter över havet.
Terrängen runt Astorhortane är kuperad åt nordost, men åt sydväst är den platt. Trakten är obefolkad. Det finns inga samhällen i närheten.